# Renaud à Bobino
Albums de Renaud
Marche à l'ombre
(1979) Le P'tit Bal du samedi soir et autres chansons réalistes
(1981)
Renaud à Bobino est un album live de Renaud enregistré en 1980. 
Après la sortie de son album Marche à l'ombre, Renaud part en tournée. Il se produit notamment en mars 1980 à Paris dans le théâtre Bobino. Il consacre la première partie de son concert à chanter des chansons populaires d'avant-guerre. Ces chansons sont enregistrées dans l'album Le P'tit Bal du samedi soir et autres chansons réalistes sorti en 1981.
L'album Renaud à Bobino est l'enregistrement de la seconde partie de son concert et porte sur son propre répertoire musical.

## Titres
| 1.    | Société, tu m'auras pas !       | 2:51 |
| 2.    | La Chanson du loubard           | 3:17 |
| 3.    | La Bande à Lucien               | 2:50 |
| 4.    | Ma gonzesse                     | 3:29 |
| 5.    | Les Aventures de Gérard Lambert | 4:25 |
| 6.    | La Teigne                       | 2:58 |
| 7.    | Hexagone                        | 5:00 |
| 8.    | Chanson pour Pierrot            | 2:49 |
| 9.    | La Tire à Dédé                  | 3:38 |
| 10.   | Les Charognards                 | 4:37 |
| 11.   | Germaine                        | 3:14 |
| 12.   | L'Auto-stoppeuse                | 4:47 |
| 13.   | It Is Not Because You Are       | 3:40 |
| 14.   | Mimi l'ennui                    | 3:59 |
| 15.   | Marche à l'ombre                | 3:45 |
| 16.   | Dans mon HLM                    | 7:45 |
| 17.   | Pourquoi d'abord ?              | 2:27 |
| 18.   | Baston !                        | 6:33 |
| 72:04 |                                 |      |

## Musiciens
- Gérard Prévost : basse ;
- Amaury Blanchard : batterie ;
- Noël Séchan : guitare rythmique ;
- Patrice Meyer : guitare solo ;
- Laurent Jérôme : guitare pedal-steel ;
- Jean-Louis Roques : claviers, piano et accordéon.